# The Butterfly Circus
The Butterfly Circus (literalment en català “el circ de la papallona”) és un curtmetratge de cinema independent dirigida per Joshua Weigel i protagonitzat per Eduardo Verastegui, Nick Vujicic i Doug Jones en 2009.

## Argument
En la dècada de 1930 la gent als Estats Units està patint per la Gran Depressió. Moltes persones estan a l'atur i sense llar, i tothom està trist i preocupat per la difícil situació econòmica. Méndez és el carismàtic mestre de cerimònies i amo d'un petit circ, "el circ de la papallona", i porta al seu grup pel sud de Califòrnia. Al llarg del camí, fan funcions - de vegades de franc - per portar una mica de llum a la vida de les persones avorrides.
Durant un viatge s'aturen en un parc d'atraccions, on hi ha cavallets, jocs i altres entreteniments. Méndez i un altre dels seus companys entren a l'espectacle de "fenòmens" aquí veu a les diferents atraccions: L'home tatuat, la dona barbuda, etc. Llavors s'acosten a l'atracció principal. Un home que no té extremitats i s'exhibeix com una burla de la naturalesa, Will. Mendez se li acosta i li diu que "és meravellós" al que Will respon escopint a la cara en pensar que es burla d'ell. No obstant això escapa del carnestoltes i se les arregla per amagar-se en un dels camions del circ de la papallona.
La gent del circ decideix donar-li la benvinguda però Méndez li diu a Will que ha de trobar el seu propi camí per arribar a ser part de l'acte. Comença a conèixer als seus nous amics i aprèn que molts d'ells tenen una història trista: Mendez els ha donat una segona oportunitat en la vida. Un dia, accidentalment s'adona que pot nedar, per la qual cosa decideix realitzar un acte difícil al Circ: ha de pujar a un pal alt, des de la part superior de la qual després es submergeix en un petit tanc ple d'aigua. Will és ara feliç. No està en el circ causa del seu aspecte estrany, sinó pel que ell és i el que pot fer.

## Producció
La producció es va completar en 12 dies i va estar integrada per un elenc i equip de més de 150 persones. Es va realitzar a les regions del sud de Califòrnia, a les muntanyes de San Gabriel, Riverside, Palmdale i Santa Clarita.

## Repartiment i equip
El film va comptar amb la participació d'Eduardo Verástegui (de Bella), Doug Jones (El Laberint del Fauno, Silver Surfer Fantastic Four-Rise of the Silver Surfer i Abe Sapien en Hellboy II: L'exèrcit Daurat).
- Eduardo Verastegui
- Nick Vujicic
- Doug Jones
- Matt Allmen
- Mark Atteberry
- Kirk Bovill
- Pearl Lexi
- Connor Rosen

## Recepció
Al juliol de 2010, la pel·lícula ja havia acumulat més de 7 milions de visites en línia col·lectives principalment a través de missatges sobre YouTube. Una pel·lícula que mostra la grandesa de l'ésser humà.

## Premis
Va ser el curt guanyador del Gran Premi de The Doorpost Film Project, i després va guanyar diferents premis en festivals de tot el món. Nick Vujicic, un motivador i conferenciant internacional d'evangelització d'Austràlia, que va néixer sense braços ni cames, va debutar en aquest curt i va rebre el premi al Millor Actor per la seva actuació interpretant a Will el 2010 Festival de Cinema Fest Mètode Independiente.Junto amb els seus moltes experiències de vida, Nick relata la seva feina a la pel·lícula en el seu llibre titulat Life Sense Límits: Inspiració per a una vida ridículament bo (Random House, 2010).